# Imunoglobulin M

Schéma molekuly IgM

Imunoglobulin M (zkratka IgM) je druhá nejčetnější třída protilátek v krvi savců. Jedná se o glykoprotein. Tvoří se v plazmatických buňkách ve slezině, lymfatických uzlinách a kostní dřeni. IgM je secernován jako polymer o molekulové hmotnosti 900 kDa. Každý polymer je tvořen 5 (výjimečně 6) podjednotkami (monomery), které jsou spojeny disulfidickými můstky v kruhovitém uspořádání. Koncentrace IgM v krvi zdravého člověka se pohybuje v rozmezí 0,4 – 2,3 mg/ml.

## Funkce
IgM je dominantní třídou imunoglobulinů v primární imunitní odpovědi. Podílí se na aktivaci komplementu, opsonizaci antigenů, neutralizaci virů a aglutinaci.